# Big River, Saskatchewan
Big River är en ort i Kanada.   Den ligger i provinsen Saskatchewan, i den centrala delen av landet, 2 400 km väster om huvudstaden Ottawa. Big River ligger 509 meter över havet och antalet invånare är 639. Den ligger vid sjöarna  Ladder Lake och Little Ladder Lake.
Terrängen runt Big River är platt. Trakten runt Big River är nära nog obefolkad, med mindre än två invånare per kvadratkilometer.. Det finns inga andra samhällen i närheten. 
I omgivningarna runt Big River växer i huvudsak blandskog.